# Philipp Gurt

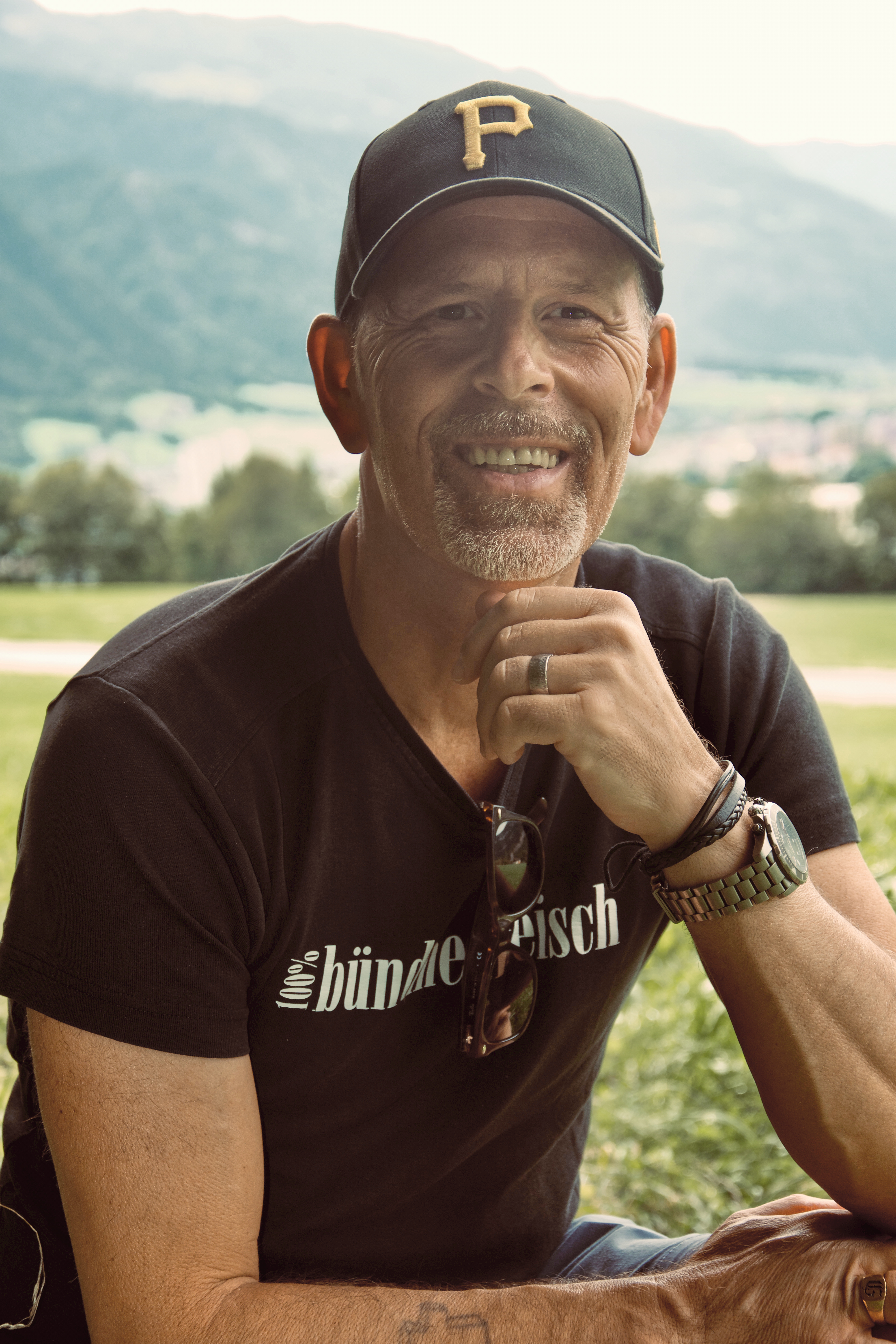
Philipp Gurt (2023)

Philipp Gurt (* 9. Januar 1968 in Chur) ist ein Schweizer Schriftsteller.

## Werk und Leben
Philipp Gurt schreibt seit 2005 Kriminalromane. 2016/2017 wurde er durch seinen Bestseller Schattenkind und den Dokumentarfilm des Schweizer Fernsehens Vom Schattenkind zum Erfolgsautor schweizweit bekannt. Er erhielt dafür den Schweizer Autorenpreis. In Schattenkind setzt er sich dafür ein, dass missbrauchte Kinder in der Schweiz eine Stimme erhalten. Gurt, der als siebtes von acht Kindern einer finanziell benachteiligten Familie in Graubünden geboren wurde und seine ersten vier Lebensjahre in Maladers verbrachte, erzählt in dieser Autobiografie von seinen Kindheits- und Jugendjahren. Wegen fürsorgerischer Zwangsmassnahmen wurden 1972 alle acht Kinder voneinander getrennt. Aufgrund seines gesellschaftlichen und politischen Engagements hat sich die Bündner Regierung, namentlich Regierungsrat Jon Domenic Parolini, im November 2017 im Rahmen eines Gedenkanlasses bei allen Opfern von fürsorgerischen Zwangsmassnahmen (bis ins Jahr 1981) entschuldigt. Am 9. November 2018 wurde der Platz des Gedenkens (Waldhausstall in Chur Prasserie) eingeweiht.
Schattenkind und viele seiner Kriminalromane figurierten mehrere Wochen auf dem 1. Platz von Bestsellerlisten des SBVV.

## Bücher

### Reihe Giulia de Medici
- Bündner Irrlichter (vorhergehender Titel: Insomnia). Emons, Köln 2014, ISBN 978-3-7408-0789-4.
- Bündnerfleisch. Emons, Köln 2015. Überarbeitete Ausgabe 2020, ISBN 978-3-7408-0788-7.
- Bündner Treibjagd. Emons, Köln 2019, ISBN 978-3-7408-0538-8.
- Bündner Alptraum. Emons, Köln 2020, ISBN 978-3-7408-0787-0.
- Abendrot (vorhergehender Titel: Bündner Abendrot). Kampa, Zürich 2022, ISBN 978-3-311-12044-5.
- Sturm (vorhergehender Titel: Bündner Sturm). Kampa, Zürich 2023, ISBN 978-3-311-12060-5.
- Blutmond (vorhergehender Titel: Bündner Blutmond). Kampa Zürich 2024, ISBN 978-3-311-12077-3.
- Todesengel. Kampa, Zürich 2025, ISBN 978-3-311-12104-6.

### Reihe Landjäger Caminada
- Chur 1947. Emons, Köln 2019.
- Helvetia 1949. Emons, Köln 2020.
- Graubündner Schreie (ehemals Der Puppenmacher). Kampa, Zürich 2021.
- Graubündner Finsternis. Kampa, Zürich 2022.
- Graubündner Totentanz. Kampa, Zürich 2023.
- Graubündner Morgengrauen. Kampa, Zürich 2024.

### Reihe Corina Costa
- Mord im Bernina Express. Kampa, Zürich 2023.
- Die Tote im St. Moritzersee. Kampa, Zürich 2024.
- Engadiner Teufel. Dörlemann, Zürich 2025.

### Weitere Romane
- Der Schnitter. Desertina, Desertion 2005.
- Menschendämmerung. Literaturwerkstatt, Küssnacht 2010.
- Die fünfte Himmelsrichtung. Literaricum, Haldenstein 2012.
- Im Garten des Vergessens. Literaricum, Haldenstein 2012.
- Unverschwunden. Emons, Köln 2021.
  - Neu-Auflage: Melodie der Einsamkeit. Unverschwunden. Atlantis, Zürich 2024.
- Linard, der Murmelibuab. Kampa, Zürich 2021.
- Katharina, Die Tochter des Scharfrichters. Atlantis, Zürich 2022.
- Weihnachtliches Quartett. In: Mord im Chalet. Anthologie, Atlantis, Zürich 2022.

### Biographien
- Der Mensch in mir. Literaricum, Haldenstein 2016.
- Selina Gasparin. Literaricum, Haldenstein 2016.
- Schattenkind. Literaricum, Haldenstein 2016.
- Blätterflüstern. Literaricum, Haldenstein 2017.
- Durchbruch (Carlo Janka). Janka Coaching GmbH, Ilanz 2024.

## Theater
- CHUR 1947 am FRECH Freilichtspiele Chur, Sommer 2021, nach dem gleichnamigen Roman; Dramaturgie: Gerhard Meister, Regie: Marco Luca Castelli, Schauspieler Hauptrollen: Nikolaus Schmid, Rebecca Indermaur, Curdin Caviezel uva.

## Auszeichnungen/Preise
- Dezember 2016: «Nummer 1 Award» der Schweizer Bestsellerliste (GfK Entertainment) und des Schweizer Buchhändler- und Verleger-Verbands (SBVV) für das Buch Schattenkind